# Niedźwiedzkie (Wieliczki)
Niedźwiedzkie [ɲɛd͡ʑˈvjɛt͡skʲɛ] (deutsch Niedzwetzken, 1926 bis 1945 Bärengrund) und Niedźwiedzkie (osada) sind zwei Ortschaften in der polnischen Woiwodschaft Ermland-Masuren. Sie gehören zur Landgemeinde Wieliczki (Wielitzken, 1938 bis 1945 Wallenrode) im Powiat Olecki (Kreis Oletzko, 1933 bis 1945 Kreis Treuburg).

## Geographische Lage
Das Dorf Niedźwiedzkie liegt im Osten der Woiwodschaft Ermland-Masuren, neun Kilometer südöstlich der Kreisstadt Olecko (Marggrabowa, umgangssprachlich auch Oletzko, 1928 bis 1945 Treuburg). Nur ein Kilometer südöstlich des Dorfes liegt der Weiler (osada leśna = deutsch Waldsiedlung) Niedźwiedzkie (osada).

## Geschichte
Das damals Medofsky genannte Dorf – später auch mit einem Gut – wurde im Jahre 1476 gegründet. Vor 1785 hieß es Medwetzken, nach 1871 Niedzwedzken und dann bis 1926 Niedzwetzken. Im Jahre 1874 wurde der Ort in den Amtsbezirk Wielitzken (polnisch Wieliczki) eingegliedert, der – 1938 in „Amtsbezirk Wallenrode“ umbenannt – bis 1945 bestand und zum Kreis Oletzko (1933 bis 1945: Kreis Treuburg) im Regierungsbezirk Gumbinnen der preußischen Provinz Ostpreußen gehörte.
Am 1. Dezember 1910 waren in Niedzwetzken 349 Einwohner registriert. Ab dem 10. April 1926 führte Niedzwetzken den neuen Ortsnamen „Bärengrund“. Die Zahl seiner Einwohner stieg bis 1933 auf 380 und belief sich 1939 auf 350.
Aufgrund der Bestimmungen des Versailler Vertrags stimmte die Bevölkerung im Abstimmungsgebiet Allenstein, zu dem Niedzwetzken gehörte, am 11. Juli 1920 über die weitere staatliche Zugehörigkeit zu Ostpreußen (und damit zu Deutschland) oder den Anschluss an Polen ab. In Niedzwetzken stimmten 271 Einwohner für den Verbleib bei Ostpreußen, auf Polen entfiel keine Stimme.
In Kriegsfolge kam das Dorf 1945 mit dem gesamten südlichen Ostpreußen zu Polen und trägt seither die polnische Namensform „Niedźwiedzkie“. In dieser Zeit dürfte auch der Weiler Niedźwiedzkie (osada) gebildet worden sein, für den keine geschichtliche Vergangenheit vor 1945 feststellbar ist. Das Dorf und die osada sind eigenständige Ortschaften, gehören jedoch zum Verbund der Landgemeinde Wieliczki (Wielitzken, 1938 bis 1945 Wallenrode) im Powiat Olecki (Kreis Oletzko, 1933 bis 1945 Kreis Treuburg), bis 1998 der Woiwodschaft Suwałki, seitdem der Woiwodschaft Ermland-Masuren zugehörig.

## Religionen
Niedzwetzken war bis 1945 in die evangelische Kirche Wielitzken in der Kirchenprovinz Ostpreußen der Kirche der Altpreußischen Union sowie in die katholische Pfarrkirche Marggrabowa im Bistum Ermland eingepfarrt.
Heute gehören die katholischen Einwohner von Niedźwiedzken und Niedźwiedzken (osada) zur Pfarrkirche Wieliczki im Bistum Ełk (Lyck) der Römisch-katholischen Kirche in Polen. Hier lebende evangelische Kirchenglieder orientieren sich zu den Kirchen in Ełk bzw. Suwałki in der Diözese Masuren der Evangelisch-Augsburgischen Kirche in Polen.

## Persönlichkeiten
- Fritz Kochan (* 22. Februar 1855 in Niedzwetzken: † 1913), Guts- und Ziegeleibesitzer, Mitglied des Deutschen Reichstages

## Verkehr
Niedźwiedzkie liegt an der bedeutenden Woiwodschaftsstraße DW 655, die zwischen den Woiwodschaften Ermland-Masuren und Podlachien verläuft und die Regionen Giżycko (Lötzen), Olecko und Suwałki verbindet.
Die nächste Bahnstation ist Wieliczki Oleckie an der Bahnstrecke Olecko–Suwałki, die derzeit allerdings nicht regulär befahren wird.